# 瑞安·维尔杜戈
瑞安·路易斯·維爾杜戈（英語：Ryan Louis Verdugo，1987年4月10日—），為墨西哥裔美國棒球運動員，在2008年的美國職棒選秀會由舊金山巨人隊以第9輪第267順位選進而開啟職業生涯，MLB生涯僅在2012年時升上大聯盟面對西雅圖水手隊先發一場，被賈斯汀·史莫克擊出全壘打，之後就未在大聯盟出賽。2016年至2017年在墨西哥棒球聯盟出賽，2018年到台灣效力於中華職棒統一獅隊，同年投出了中華職棒歷史上首場完全比賽，2019年中華職棒球季結束後加入墨西哥國家代表隊參加世界棒球12強賽獲得銅牌，2020年重回墨西哥聯盟出賽。

## 經歷
- 美國職棒舊金山巨人（小聯盟，2008年－2011年）
- 亞利桑那秋季聯盟Scottsdale Scorpions（2010年）
- 美國職棒堪薩斯市皇家（2012年－2014年，僅在2012年上過大聯盟）
- 墨西哥太平洋聯盟Naranjeros de Hermosillo（2013年）
- 美國職棒波士頓紅襪（小聯盟，2014年）
- 美國職棒奧克蘭運動家（小聯盟，2015年）
- 美國職棒洛杉磯安那罕天使（小聯盟，2015年）
- 墨西哥聯盟Rojos del Aguila de Veracruz（2016年）
- 墨西哥聯盟Pericos de Puebla（2017年）
- 墨西哥聯盟蒙克洛瓦鐵人（2017年）
- 墨西哥太平洋聯盟Naranjeros de Hermosillo（2017年）
- 中華職棒統一7-ELEVEn獅（2018年－2019年）
- 墨西哥聯盟蒙克洛瓦鐵人（2020年）

## 職棒生涯成績

### 美國職棒

#### 小聯盟
- 小聯盟投球局數602.0局，49勝23敗3.65自責分率

#### 大聯盟
| 年度 | 球隊         | 出賽 | 先發 | 勝投 | 敗投 | 中繼 | 救援 | 完投 | 完封 | 三振 | 四壞 | 責失 | 投球局數 | 自責分率 | 被上壘率 |
| ---- | ------------ | ---- | ---- | ---- | ---- | ---- | ---- | ---- | ---- | ---- | ---- | ---- | -------- | -------- | -------- |
| 2012 | 堪薩斯市皇家 | 1    | 1    | 0    | 1    | 0    | 0    | 0    | 0    | 2    | 2    | 6    | 1.2      | 32.40    | 6.00     |
| 合計 | 1年          | 1    | 1    | 0    | 1    | 0    | 0    | 0    | 0    | 2    | 2    | 6    | 1.2      | 32.40    | 6.00     |

### 中華職棒
| 年度 | 球隊           | 出賽 | 先發 | 勝投 | 敗投 | 中繼 | 救援 | 完投 | 完封 | 四死 | 三振 | 責失 | 投球局數 | 自責分率 | 被上壘率 |
| ---- | -------------- | ---- | ---- | ---- | ---- | ---- | ---- | ---- | ---- | ---- | ---- | ---- | -------- | -------- | -------- |
| 2018 | 統一7-ELEVEn獅 | 28   | 26   | 8    | 4    | 1    | 0    | 1    | 1    | 41   | 142  | 71   | 148.1    | 4.31     | 1.39     |
| 2019 | 統一7-ELEVEn獅 | 20   | 19   | 6    | 9    | 0    | 0    | 0    | 0    | 29   | 74   | 75   | 111.0    | 6.08     | 1.68     |
| 合計 | 2年            | 48   | 45   | 14   | 13   | 1    | 0    | 1    | 1    | 70   | 216  | 146  | 259.1    | 5.07     | 1.51     |

## 特殊事蹟
- 2018年10月7日，統一7-ELEVEn獅於台南市立棒球場對戰中信兄弟隊，瑞安做為先發投手一直投到九局上結束未讓對方上壘，比數0:0來到九局下，統一7-ELEVEn獅第一位打者郭阜林擊出生涯首支再見全壘打，使瑞安達成中華職棒史上第一場完全比賽，成為中華職棒也是世界棒壇史上[1]，第一場以再見全壘打達成完全比賽的紀錄[2][3]。